# NGC 6671
NGC 6671 é uma galáxia espiral (S?) localizada na direcção da constelação de Lyra. Possui uma declinação de +26° 25' 03" e uma ascensão recta de 18 horas, 37 minutos e 26,2 segundos.
A galáxia NGC 6671 foi descoberta em 6 de Junho de 1864 por Albert Marth.